# “I”
「“I”」（アイ）は、古川雄大のセカンド・シングル。2009年8月26日にジェネオン・ユニバーサル・エンターテイメントから発売されている。仕様は2形態に同時発売。

## 概要
表題曲「“I”」とカップリング曲「日日草」では、新曲録音している。全曲とも自身が作詞・作曲を手掛けている。通常盤のみ曲「僕の空」も収録された。

### CDタイプ
全てディスクジャケット各仕様は異なる。
- 初回生産限定盤･･･1890円（MJCD-23068）
  - 「“I”」のビデオクリップやメイキング映像収録のDVD付き。
- 通常盤･･･1260円（MJCD-23069）
  - ジャケット型ステッカー封入。

## 収録曲

### CD
1. “I” [4:39]
作詞･作曲：古川雄大、編曲：大山徹也
2. 日日草 [5:34]
作詞･作曲：古川雄大、編曲：大山徹也
3. 僕の空 [3:55]
作詞：古川雄大、作曲･編曲：大山徹也
（通常盤のみ）
4. “I”（Instrumental）
5. 日日草（Instrumental）

### DVD（初回盤のみ）
1. 「“I”」Music Video
2. 「“I”」メイキング映像